# 阿喬米語
阿喬米語（波斯語：اچُمی；Achomi；Achomi language），也被稱為「拉雷斯塔尼語」（زبان لارستانی；Larestani）與「霍德穆尼語」（Khodmooni），是一種伊朗西南部語言，由法爾斯省南部和霍爾木茲甘省西部的阿喬米人，以及科威特、巴林、伊拉克、卡達，阿聯酋與其他波斯灣阿拉伯國家的大量移民群體所使用。阿喬米語是霍爾木茲甘省巴斯塔克縣，與法爾斯省的拉雷斯坦縣、孔吉縣、格拉什縣以及埃瓦茲縣的主要語言。波斯灣阿拉伯國家的一些胡瓦拉人也使用它。大多數阿喬米語使用者是遜尼派穆斯林。

## 參閱
- 阿喬米人